# Johann Georg Carl von Hannig

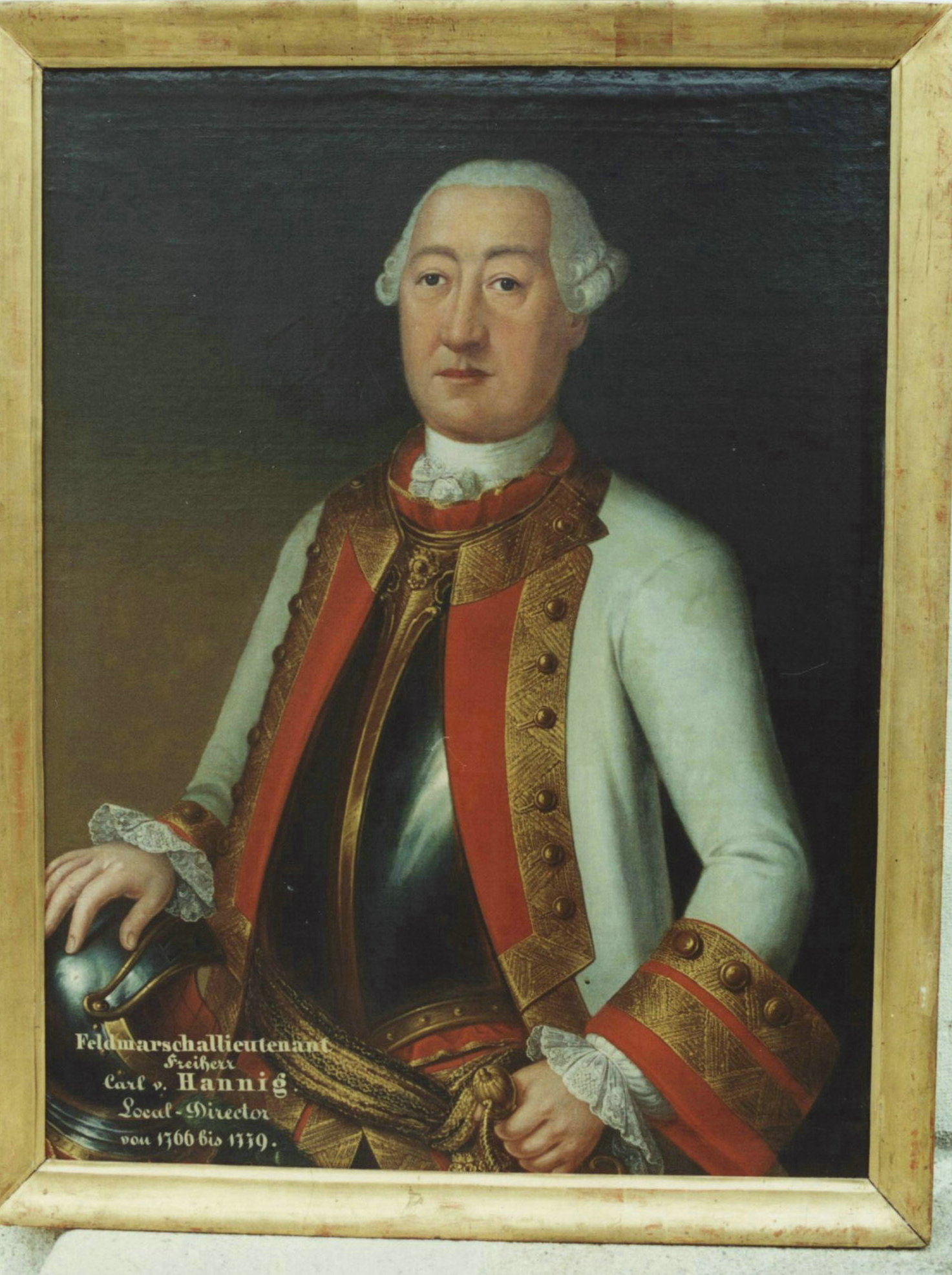
Johann Georg Carl Frh. v. Hannig als Lokaldirektor der MilAk

Johann Georg Carl von Hannig, seit 1758 Freiherr von Hannig, (* 1709/1710 in Neisse; † 1784 in Wien) war ein österreichischer Feldmarschallleutnant.

## Herkunft
Er stammt aus einer Linie des böhmischem Wladikengeschlechts Hannig, die sich im Bereich des heutigen Sachsens niederließ. Nach der Einführung der Reformation in Sachsen flüchtete die Familie „aus löblichem katholischen Religionseifer“ nach Schlesien. Während des Dreißigjährigen Krieges wurde beim ersten Einfall der Schweden in Schlesien das Vermögen der Familie durch Plünderung und Brandschatzung so nachhaltig vernichtet, dass es den Mitgliedern nicht mehr möglich war, für ihren Unterhalt aufzukommen. Viele aus der Linie Carls suchten ihr Auskommen im kaiserlichen Militär, die meisten anderen dienten den Bischöfen von Breslau und Neiße vor allem als Jäger. So auch der Vater Carls, der unter Bischof Franz Ludwig von Pfalz-Neuburg Oberjäger war. Allgemein lässt sich festhalten, dass die Familie folglich aus bloßer Zwangslage ihre adelige Herkunft sozusagen außer Acht setzen musste (FML Hannig an Maria Theresia, AVA/ÖStA, Wien).

## Privates
1755 schloss Hannig die Ehe mit Maria Theresia von Demel (* 1737 in Villingen; † 17. September 1807 in Wien). Der Ehevertrag datiert auf den 6. Juli 1755. Das Paar hatte zwei Söhne:
- Carl (* um 1756 in Wien; gefallen am 17. Mai 1793 bei Rülzheim), k.k. Rittmeister im Dragonerregiment Modena
- Georg (* unbekannt; † 13. März 1834 in Krems an der Donau), k.k. Hauptmann

## Militärische Laufbahn
Er trat 1725 in das kaiserliche Heer ein und nahm von 1737 bis 1739 am 7. österreichischen Türkenkrieg teil. 1750 wurde er zum Hauptmann im Infanterieregiment Daun befördert und am 23. März 1753 wurde Hannig Platzmajor in Wien. Die Beförderung zum Oberstleutnant beim Regiment Bethlen-Infanterie folgte am 3. Februar 1755. Ebenfalls 1755 wurde er Generaladjutant, 30. März 1757 Oberst und Adjutant beim Feldmarschall Grafen Daun. Hannig wurde am 24. November 1758 in den erbländischen Freiherrenstand mit dem Prädikat Hochwohlgeboren erhoben. Am 1. April 1761 wurde er Flügeladjutant des Grafen Daun und rückte zum Generalfeldwachtmeister und Kriegsrat vor. 1766 übernahm Hannig die Lokaldirektion der Neustädter Militärakademie. Mit Wirkung zum 1. Januar 1766 wurde er am 25. Januar 1767 zum Feldmarschallleutnant mit dem Prädikat Exzellenz befördert.

### Gefechte und Schlachten
Nach den Angaben aus dem Schreiben von Hannig an Maria Theresia Ende 1758/Anfang 1759.
- Alt-Orsowa, 8. Mai 1738, verwundet
- Schlacht bei Grotzka, 23./24. Juli 1739, verwundet
- Pancsova, verwundet
- Trautenau
- Jahay
- Braunau
- Schlacht bei Roucoux, 1746
- Schlacht bei Lauffeldt, 1747
- Schlacht bei Kolin, 1757, verwundet
- Schlacht bei Breslau, 1757
- Schlacht bei Leuthen, 1757
- Attacke und Sturm zu Vilshofen
- Belagerung von Prag, 1741
- Belagerung von Belgrad, 1739
- Belagerung von Neisse, 1741

### Wirken an der TherMilAk
Er verbrachte die ersten beiden Jahre seiner Direktionszeit damit die bestehenden Verhältnisse zu studieren und entwickelte Verbesserungen wie die Abschaffung der Kadettenwache. Die Wache wurde nun durch garnisonierte Truppe gestellt, da die Zöglinge während des Wachdienstes den Studien fernblieben. Garnisons- und Wachdienst ließe sich, so Hannig Ansicht, auch einerseits durch theoretischen Unterricht und andererseits durch zeitweilige praktische Übungen erlernen. Des Weiteren beschränkte er die Faschingsunterhaltungen der Zöglinge und Vergehen der Unsittlichkeit wurden streng bestraft. So führte er die körperliche Züchtigung ein und Zöglinge, die schlechte Fortschritte machten oder im Betragen nicht entsprachen wurden von der Reitschule ausgeschlossen. Er förderte den Unterricht der Geschichte und Geographie. Die Akademiebibliothek wurde „gesäubert“. Alle gehaltlosen, untauglichen und verbotenen Bücher entfernt und die schönen Künste und Wissenschaften gefördert. „...; überdies hatte er (der Sprachmeister) den Auftrag, die Speise- und Recreationsstunden bei den Cadetten zuzubringen, ihnen durch Unterredungen, die zu ihrer künftigen Ausbildung etwas beitragen konnten, eine nützliche und angenehme Zertreuung zu verschaffen, und ihnen Grundsätze eines gesittet-artigen Umganges beizubringen.“ Des Weiteren mussten die Kadetten den Briefstil üben, um sich eine richtige und angenehme Schreibart anzueignen.
Während diese Anstalt unter seiner Leitung stand, wurde das Akademiegebäude durch ein Erdbeben am 27. Februar 1768 so zerstört, dass an ein reguläres Einhalten des Studiengangs nicht zu denken war, sondern die Zöglinge nur beschäftigt werden mussten, so gut es die Umstände gestatteten. Mittlerweile wurde das ganze Institut reorganisiert, die Militärpflanzschule mit dem Neustädter Kadettenhaus vereinigt und dadurch der Stand von 200 auf 400 Zöglinge vermehrt. Neue Grundsätze, neue Organisationen wurden entworfen, indes das Gebäude auf allen Seiten repariert und vergrößert und die vermehrte Anzahl Zöglinge in unbequemen, nicht einmal gegen die Witterung hinreichend gedeckten Lokalitäten untergebracht werden konnte. Im Jahre 1771 erst erschien ein geregelter Studienplan und im Jahre 1775 das von der Kaiserin Maria Theresia sanktionierte Akademie-Reglement.

## Würdigung
Hannig entwickelte in seinem Geschäft große Tätigkeit, und seine Direktionszeit war die Grundlage zur Vollkommenheit des Institutes. Schon am 1. Januar 1767 rückte er zum Feldmarschallleutnant vor und 13 Jahre hatte er als solcher unter schwierigen Verhältnissen die Anstalt geleitet. Doch besaß er nicht die Kraft, den vielen Hindernissen, besonders den Äußerungen der Unzufriedenheit von Eltern und Verwandten der Zöglinge, mit Erfolg entgegenzutreten. Aber seine Streitigkeiten mit dem Superior Christian Fengler, welcher das Direktionsgeschäft völlig an sich zu ziehen versuchte, und der Umstand, dass seine Bemühungen übel gedeutet und durch Unkenntnis oder Böswilligkeit in einem schlechten Licht dargestellt wurden, bereiteten ihm manche Kränkungen, ja sogar die Ungnade der Kaiserin, welche aus diesem Grunde das Institut, das sie vor und nachher jährlich mit ihrem Besuch zu überraschen pflegte, durch mehrere Jahre nicht besucht haben soll. Wenn Hannig aber in seinen Übereilungen manches tat, was ihm so unangenehme Folgen bereitete, so bleibt ihm doch das Verdienst, die mechanische Ordnung und Einrichtung gegründet und den materiellen Teil unter schwierigen Verhältnissen entwickelt zu haben.

## Ruhestand
Ob zunehmender Kränklichkeit bat Hannig um Versetzung in den Ruhestand, welcher ihm am 24. Juli 1779 gewährt wurde und den er noch fünf Jahre genoss. Sein Nachfolger als Lokaldirektor war der um das Institut so hoch verdiente Franz Joseph Graf Kinsky.